# Seagrave (Leicestershire)
Pour les articles homonymes, voir Seagrave.
Seagrave est une paroisse civile et un village du Leicestershire, en Angleterre.